# أمبرو (شركة)
امبرو (بالإنجليزية: Umbro) هي شركة بريطانية للتجهيزات الرياضية وكرة القدم. تأسست في 23 مايو 1924. يقع مقرها في مانشستر، مانشستر الكبرى. ومنذ عام 2012 أصبحت شركة تابعة للشركة الأمريكية إيكونكس (ICONIX) صاحبة العلامة التجارية. تقوم امبرو بتصميم وتصدير وتسويق الملابس المتعلقة بكرة القدم، والأحذية، والمعدات. وتباع منتجاتها في أكثر من 90 بلدا في جميع أنحاء العالم.

## وصلات خارجية
- الموقع الإلكتروني